# Tidsenhet
Tidsenhet är en måttenhet för tid. SI-enheten för tid är sekund. Naturliga tidsenheter är dygn och år. Längre, naturligt avgränsade tidsenheter kan även kallas för tidsperioder.